# Parque Nacional Mwagna
O Parque Nacional Mwagna (também Parque Nacional Mwangné) é um parque nacional do Gabão. O parque cobre uma área total de 1.160 km².